# Ⱎ
Ne doit pas être confondu avec les lettres Oméga et W.
Cette page contient des caractères spéciaux ou non latins. S’ils s’affichent mal (▯, ?, etc.), consultez la page d’aide Unicode.
Cha (Ша en cyrillique ; capitale Ⱎ, minuscule ⱎ) est la 29e lettre de l'alphabet glagolitique.

## Linguistique
La lettre sert à noter le phonème /ʃ/.

## Historique
La lettre provient de la lettre shin (ש) de l'alphabet hébreu.

## Représentation informatique
- Unicode :
  - Capitale Ⱎ : U+2C1E
  - Minuscule ⱎ : U+2C4E